# 弗雷德里克·曼森·贝利
弗雷德里克·曼森·贝利（Frederick Manson Bailey，1827年3月8日—1915年6月25日）为专业于研究澳大利亚昆士兰州植物的植物学家。